# Kunstmuseum Singen
Das 1990 gegründete Kunstmuseum Singen konzentriert sich auf die Präsentation der modernen und zeitgenössischen Kunst aus der internationalen „Vierländerregion Bodensee“ (Deutschland, Schweiz, Österreich, Liechtenstein). 2014 nach Modernisierung und räumlicher Erweiterung wiedereröffnet, gehört das Singener Kunstmuseum mit rund 1000 Quadratmetern auf zwei Stockwerken zu den großen kommunalen Kunstmuseen auf der deutschen Seite des Bodensees. Das Kunstmuseum Singen liegt in der Stadt Singen.

## Geschichte
Das Museum entwickelte sich aus einer Ausstellungstradition, die 1947 mit der ersten „Singener Kunstausstellung“ einsetzte. Aus diesem Nukleus erwuchsen ein  Kunst- und Ausstellungswesen, die Vergabe öffentlicher Aufträge seit den 1950er Jahren, der Aufbau einer kunsthistorisch profilierten, durch Gattungsgrenzen und Stile nicht eingeschränkten Sammlung, das Engagement von Personen und Institutionen für die Kunst. In den 1980er Jahren entstand der Wunsch, die historisch gewachsene Kunstsammlung der Stadt Singen (Hohentwiel) der eigenen Bürgerschaft und dem kunstinteressierten Publikum zugänglich zu machen. Der Gemeinderat beschloss die Einrichtung eines kommunal getragenen Kunstmuseums. 1990 wurde das mitten in der Singener Innenstadt gelegene Haus eröffnet.

## Sammlung
Das Kunstmuseum Singen verfügt über eine Sammlung, die mit rund 5000 Gemälden, Grafiken, Fotografien, Plastiken und Skulpturen eine über 100-jährige Kunstgeschichte am Bodensee vermittelt. Das Haus entwickelt seine Ausstellungs-, Vermittlungs- und Forschungsarbeit aus den vier Schwerpunkten der Sammlung: Landschaft des Hegaus und des Bodensees seit 1900, Exil am Bodensee – Höri-Künstler von 1933 bis 1960, Kunst der Moderne aus dem deutschen Südwesten, Gegenwartskunst aus der Euregio Bodensee.
Darüber hinaus leistet das Kunstmuseum Singen einen Beitrag zur Kunst in Singens öffentlichem Raum. Die Stadt unter dem Hohentwiel kann mit Kunstwerken im Außenraum, von Otto Dix bis Joseph Kosuth, von Curth Georg Becker bis Ilya Kabakov, als Public-Art-Stadt im Bodenseeraum und deutschen Südwesten gelten.

### „Das Landschaftsbild des Hegaus und des Bodensees seit 1900“
Die ältesten Kunstwerke in der Sammlung des Kunstmuseums Singen zeigen Landschaften. Sie veranschaulichen, wie die neu Motive des Hegaus, des Hohentwiels und des Bodensees um 1900 neu entdeckt und bildwürdig wurden. Waren es zuerst eher auswärtige, reisende Maler, welche die Landschaft neu sahen und diese mal sachlich, mal tonig, dann wieder atmosphärisch darstellten, so folgten ihnen die einheimischen Grafiker, Maler und Fotografen bald nach. Bis hinein in die spätexpressionistische Malerei der 1960er Jahre blieb die Darstellung der heimischen Landschaft für die meisten Künstler in der Region ein zentrales Sujet. Dabei folgt die Geschichte des Landschaftsbildes des Hegaus und des Bodensees der großen kunsthistorischen Entwicklung: Aus topografischen Schilderungen und idealisierten Darstellungen wurden, unter dem Einfluss der Freilichtmalerei, autonome Landschaftsbilder. Die Maler, Grafiker und Fotografen nutzten die Freiheit der Kunst zunehmend für immer individuellere, farblich kühne und formale Experimente. Folglich findet sich in der Singener Sammlung die ganze Breite an Möglichkeiten.
Eine kleine Kollektion an Arbeiten, die von August von Bayer (1859) bis zu Johannes Grützke (2000) reicht, setzt sich mit Joseph Victor von Scheffels (1826–1886) historischem Roman „Ekkehard“ (1855) auseinander. Scheffels Werk, in dem der mittelalterliche Hohentwiel und der Bodensee zu Orten der Handlung werden, war bis weit ins 20. Jahrhundert hinein eines der meistgelesenen Bücher in Deutschland. Zahlreiche Künstler regte er zu mitunter eigenwilligen Bildschöpfungen an.

### „Die Höri-Künstler von 1933 bis ca. 1960“
Die Gemälde, Grafiken, Skulpturen und Fotografien der Höri-Künstler bilden den wertvollen Kern der Sammlung des Kunstmuseums Singen. Es ist die Besonderheit der Singener Sammlung, dass in ihr nahezu alle Höri-Künstler, einschließlich ihres Umkreises, mit Werkgruppen vertreten sind. Aus diesem zentralen Bestand entwickelte sich die gesamte Sammlungs-, Ausstellungs- und Forschungstätigkeit des Museums.
Um 1900 entdeckten zuerst einige Schriftsteller, darunter Hermann Hesse (1877–1962), die Bodenseehalbinsel Höri. Den Dichtern folgten nach dem Ersten Weltkrieg einige Maler [Eugen Segewitz (1886–1952), Walter Waentig (1881–1962) u. a.]. In bewusster Abkehr von den großen Städten suchte die erste Generation der Höri-Künstler, noch stark in der Tradition der tradierten Landschaftsmalerei und des Pleinairs stehend, neue, ländlich-unverbrauchte, mediterran geprägte Motive.
Mit der Machtergreifung der Nationalsozialisten setzte ab 1933 der zweite, eigentliche Zuzug von Künstlern auf die Höri ein. Auch diese Künstler flohen aus den städtischen Kunstzentren – doch unter gänzlich anderen Vorzeichen. Die rüde Entlassung politisch „unzuverlässiger“ Professoren aus ihren Lehrämtern, die Diffamierung moderner, abstrakter und expressionistischer Kunst als „entartet“, später dann die Not in den vom Bombenkrieg bedrohten Städten und die bessere Versorgungslage veranlassten jene Künstler, die nicht ins Ausland emigrieren wollten, sich in ländliche Regionen zurückzuziehen. Die seinerzeit entlegene Bodenseehalbinsel Höri wurde, auch ihrer Nähe zur Schweiz wegen, ein bevorzugtes Refugium. Zuerst kamen Otto Dix (1891–1969), der von 1933 bis 1936 auf Schloss Randegg (im Hegau) lebte, Max Ackermann (1887–1975), der Fotograf Hugo Erfurth (1874–1948) sowie die Maler Erich Heckel (1883–1970), Gertraud Herzger von Harlessem (1908–1989), Ferdinand Macketanz (1902–1970) und Helmuth Macke (1891–1936), dessen „Alte Mühle“ in Hemmenhofen zum Anlaufpunkt wurde. Der Kunsthistoriker Walter Kaesbach (1879–1961), 1933 aus seinem Amt als Direktor der Düsseldorfer Kunstakademie vertrieben, wurde in Hemmenhofen für viele Zuflucht suchende Künstler zum „Quartiermacher“, Mäzen und Vermittler von Käufern und Sammlern. Unter diesen war der gebildete Obstbauer Paul Weber (1893–1985) aus Bodman, der sich eine umfassende Sammlung aufbaute, sicher der wichtigste. Noch während bzw. nach dem Krieg zogen der in Singen geborene Curth Georg Becker (1904–1972), die Maler Walter Herzger (1901–1985), Jean Paul Schmitz (1899–1970), Rudolf Stuckert (1912–2002) und Rose-Marie Schnorrenberg (* 1926) sowie der Bildhauer Hans Kindermann (1911–1997) auf die Höri.
Parallel zu den Höri-Künstlern zogen sich weitere Maler an den Bodensee zurück: Julius Bissier (1893–1965), Elisabeth Mühlenweg (1910–1961) und Fritz Mühlenweg (1898–1961), Willi Müller-Hufschmid (1890–1966), Hans Breinlinger (1888–1963), Berthold Müller-Oerlinghausen (1893–1979), Georg Muche (1895–1987) oder Werner Gothein (1890–1968). Auch diese Künstler sind ebenso mit Werken in der Sammlung des Kunstmuseums Singen vertreten, wie jene, die schon vor 1933 am Bodensee lebten – wie etwa die stark von Henri Matisse beeinflussten Maler Hans Purrmann (1880–1966) und William Straube (1871–1954) oder die Maler Karl Einhart (1884–1967), Richard Dilger (1887–1973) oder Alexander Rihm (1904–1944). Heimische Künstler wiederum verarbeiteten Einflüsse der Höri-Künstler, wie zum Beispiel der Maler Karl Oßwald (1925–1972), der die spätexpressionistischen Arbeiten von Otto Dix schätzte. Und auch die großen Kamerameister der „subjektiven Fotografie“ wie Toni Schneiders (1920–2006) oder Siegfried Lauterwasser (1913–2000) sind in der Sammlung vertreten.

### Singener Kunstausstellungen – Grundstein der Sammlung
Nach dem Zweiten Weltkrieg erkannte man in der aufstrebenden Stadt Singen die Nähe zu den Höri-Künstlern als Chance. Die Singener Kunstausstellung 1947 markiert den Neuanfang. Die Schau war im deutschen Südwesten eine der ersten Nachkriegsinitiativen zur Vermittlung moderner Kunst und bot den lange Jahre verfemten Künstlern eine Plattform zur Vorstellung ihrer aktuellen Werke. Schnell entwickelte sich daraus eine jährlich gezeigte Ausstellungsreihe (ab 1949), die bis zu ihrem Ausklang 1972 weit über die Region hinaus ausstrahlte. Maßgebend für deren Erfolg war das Zusammenwirken des Oberbürgermeisters Theopont Diez, des Kulturamtsleiters Herbert Berner und des „künstlerischen Leiters“ Curth Georg Becker.
Zunächst versammelte die Schau die „Kunst im Hegau und am Untersee“, so der frühe Untertitel. Doch der 1904 in Singen geborene, 1943/46 in die Region zurückgekehrte Maler Curth Georg Becker wusste die Singener Kunstausstellungen rasch in überregionale Foren zu verwandeln, galt er doch in den fünfziger Jahren als einer der bekanntesten Vertreter einer festlich-figurativen, an der Académie Matisse und der École de Paris geschulten Öl- und Aquarellmalerei in ganz Deutschland. Die maßgeblich von ihm bestimmte Liste der ab 1953 regelmäßig zu den Singener Kunstausstellungen eingeladenen Gastkünstler, Sezessionen und Gruppen liest sich wie ein „Who is who“ der französisch geprägten deutschen Nachkriegsmoderne.
Zu wichtigen Bezugspunkten wurden bald auch die neu aufstrebenden Kunstzentren in der Bundesrepublik – insbesondere die Kunstakademie Karlsruhe, zu der Erich Heckel und Walter Herzger als Professoren die Verbindung herstellten. Aber auch zahlreiche Künstlervereinigungen, Sammler und Kunstvereine am Bodensee und im deutschen Südwesten, insbesondere die Sezession Oberschwaben-Bodensee (SOB), die Otto Dix präsidierte, prägten die Ausrichtung der Singener Kunstausstellungen.
Mitte der sechziger Jahre überwand man die staatlichen Grenzen und lud Künstler aus Vorarlberg und aus der benachbarten Schweiz ein. Die Stadt kaufte an; es entstand die städtische Kunstsammlung. Mit der Gründung des Kunstvereins Singen 1960 verbreiterte sich die Basis für die Kunstvermittlung in Singen.

### Moderne nach 1945 aus dem deutschen Südwesten
Der Aufbruch einer neuen Generation in den siebziger Jahren veränderte das Sammlungs- und Ausstellungswesen der Stadt, des Kunstvereins und freier Initiativen. Wie, so die Frage, definiert man „Region“ innerhalb eines Kunstbetriebes, der sich mehr und mehr ausweitet, internationalisiert und pluralisiert? Zudem lehnten vor allem junge Künstler jede „Etikettierung“ ab, verließen die „selbstgenügsame Provinz“ und wanderten in die Kunstzentren ab. Die mehrjährige Ausstellungsreihe „Kunst um den Bodensee“ rückte erstmals den künstlerischen Austausch unter den Bodenseeanrainern in den Fokus. Das Œuvre von Künstlern, die Bezüge zur Region hatten, nicht länger aber nur vor Ort, sondern eben auch in den Zentren arbeiteten, internationale Tendenzen einschloss und überregional Beachtung fand, wurde erstmals umfassender in nunmehr monographisch angelegten Ausstellungen vorgestellt. Für den Sammlungsaufbau wurden die in ihrer Ausrichtung konkurrierenden Kunstakademien Stuttgart, Karlsruhe und Freiburg zu anregenden Orientierungspunkten. Und auch die Förderung jüngerer Künstler aus dem deutschen Südwesten mit nicht etablierten, experimentellen Positionen setzte ein. Erstmals wurden die eingeführten, gängigen Ausstellungsräume verlassen, in den Stadtraum integriert oder Ausstellungen in alternativen Orten, zum Beispiel im „Umspannwerk“, organisiert. Zur Malerei und Grafik kamen weitere Gattungen, Medien und Techniken hinzu. Stilistische Einengungen wurden überwunden; Skulpturen, Plastiken, Collagen, Assemblagen, Objektkunst ebenso in die Sammlung aufgenommen wie Foto- und Videoarbeiten.
Bis heute stellt das Kunstmuseum Singen, häufig in Zusammenarbeit mit dem Kunstverein Singen, Künstler aus dem deutschen Südwesten von 1970 bis heute der Öffentlichkeit vor.
Zu den Vertretern dieses Sammlungsbereichs gehören Herbert Baumann (1927–1990), Gerlinde Beck (1930–2006), Franz Bernhard (1930–2013), Jürgen Brodwolf (* 1932), Roland Dörfler (1926–2010), Diether F. Domes (* 1939), Paul Uwe Dreyer (1939–2008), HAP Grieshaber (1909–1981), Otto Herbert Hajek (1927–2005), Erich Hauser (1930–2004), Emil Kiess (* 1930), Günter C. Kirchberger (1928–2010), Herbert Kitzel (1928–1978), Harry Kögler (1921–1999), Georg Karl Pfahler (1926–2002), Werner Pokorny (1949–2022/23), Robert Schad (* 1953), Rudolf Schoofs (1932–2009), Marcus Schwier (* 1964), Anton Stankowski (1906–1998), Emil Wachter (1921–2012), Herbert Zangs (1924–2003).

### Zeitgenössische Kunst aus der Euregio Bodensee
Die Euregio Bodensee bildet einen offen verstandenen Bezugsrahmen für die Sammlungs- und Ausstellungstätigkeit des Kunstmuseums Singen. Der Begriff „Region“ kann sich beziehen auf Inhalte, Motivik oder Thematik, auf den Geburts-, Wohn- oder Arbeitsort eines Künstlers, auf Projekte oder Bezüge zum weiten Bodenseeraum. Diese aus der Sammlung erwachsene „Beschränkung“ will nicht engen. Längst aber ist die vernetzte „Vierländerregion Bodensee“ mit ihren Bezügen zu den Kunstzentren der Nachbarländer und darüber hinaus zu einer Drehscheibe des Austausches unterschiedlichster künstlerischer Positionen und zu einem lebendigen Ort zahlreicher Projekte und Initiativen geworden. Nicht wenige renommierte wie aussichtsreiche Künstler kommen aus dieser Euregio, halten Kontakt oder haben ein zweites Standbein am Bodensee. Längerfristig angelegte Projekte sind ebenso Realität wie Aufträge für raum-, orts- oder themenbezogene Interventionen, die im öffentlichen Raum oder im „white cube“ der Museen realisiert werden.
Das Kunstmuseum Singen hat mehrere Künstler, die längst überregional erfolgreich sind, über Jahre hinweg begleitet. Dazu gehören unter anderem Felix Droese (* 1950), Friedemann Hahn (* 1949), Renata Jaworska (* 1979), Markus Weggenmann (* 1953), Harald F. Müller (* 1950), Marcus Schwier (* 1964), Gerold Miller (* 1961), Johannes Dörflinger (* 1941), Jan Peter Thorbecke (* 1942), Dschiggetai (d. i. Jürgen Schiertz, * 1944), Eckard Froeschlin (* 1953), Jürgen Palmtag (* 1951), Miriam Prantl (* 1965), Andrea Zaumseil (* 1957), Markus F. Strieder (* 1961) oder Markus Daum (* 1959).

### Kunst in Singens öffentlichem Raum
Das kommunale Engagement schließt, unterstützt von Sponsoren, auch öffentliche Aufträge mit ein. So wurde Singen, bezogen auf seine Größe, zu einer Stadt reich an Kunstwerken im Außenraum. Das Spektrum reicht von der Kunst am Bau und der autonomen, im Außenraum aufgestellten Plastik bis hin zu komplexen Interventionen, die im Rahmen von Projekten und Bauten für konkrete Orte entwickelt wurden.

#### Otto Dix – Die einzig erhaltenen Wandbilder
Otto Dix (1891–1969) zählt zu den bedeutendsten Künstlern Deutschlands. Bis heute wird er als neusachlicher Maler beachtet – mit Werken, die in der deutsch-deutschen Kunstgeschichte unterschiedliche, ja gegensätzliche Deutungen erfahren haben. Dass sein Œuvre aber auch Wandmalereien und ein spätexpressionistisches Spätwerk aufweist, ist immer noch wenig bekannt.
So befinden sich heute die einzig erhaltenen Wandbilder Krieg und Frieden (Ratssaal) und Das Paradies (Trauzimmer) von Otto Dix im Singener Rathaus, zwei großformatige, raumbeherrschende Arbeiten, die der Künstler für das 1960 neuerbaute Rathaus schuf. Die Farbentwürfe und Kartons dazu finden sich in der Sammlung des Kunstmuseums Singen.

#### Curth Georg Becker – Gemälde, Glasfenster und Majolikafliesen
Der Singener Maler und Graphiker Curth Georg Becker (1904–1972) zählt zu den wichtigsten Vertretern der Nachkriegsmoderne im deutschen Südwesten. Als Mitinitiator und künstlerischer Leiter der Singener Kunstausstellungen lieferte er in den fünfziger und sechziger Jahren innovative Impulse für die Kunstentwicklung der Region und prägte, nicht zuletzt durch zahlreiche Aufträge für Wandbilder und Glasfenster an öffentlichen und privaten Bauten, entscheidend das kulturelle Profil der Stadt Singen. Sein umfangreiches Schaffen entfaltete sich nach 1945 im zeitaktuellen Spannungsfeld zwischen figurativer Gegenständlichkeit und flächengeometrischer Abstraktion. In seiner Heimatstadt Singen schuf Curth Georg Becker von 1956 bis 1972 eine Reihe monumentaler Arbeiten: das Gemälde „Der Mensch in der Gemeinschaft“ (1960) für das Rathaus, Majolikafliesen für Schulen sowie Glasfenster für Kirchen. Seine großflächigen Beton-Dickglasfenster (1959) in der Evangelischen Markuskirche zählen zu den bedeutendsten Kirchenfenstern der fünfziger Jahre in Deutschland.

#### Kunst der Gegenwart
Im Rahmen des internationalen Kunstprojektes „Hier Da Und Dort. Kunst in Singen“ 2000 wurden in Singen bedeutende, das Stadtbild prägende Kunstwerke realisiert. Vor Ort zu sehen sind Arbeiten von Joseph Kosuth (* 1945), Ilya Kabakov (1933–2023), Stephan Balkenhol (* 1957), Roman Signer (* 1938), Harald F. Müller (* 1950), Catherine Beaugrand (* 1953), Guido Nussbaum (* 1948) und Kirsten Mosher (* 1963).
Verklammert werden diese mit Arbeiten im öffentlichen Raum, die in den siebziger bis neunziger Jahren entstanden sind, u. a. mit Großplastiken von Roland Martin (* 1927), Erich Hauser (1930–2004) oder Robert Schad (* 1953). 2007 und 2010 wurden, mitinitiiert durch das Kunstmuseum Singen, weitere zwei Kunstwerke von Miriam Prantl und Markus Daum bei der neuen Stadthalle Singen, sowie 2012 die mehrteilige Arbeit Empilement von Markus F. Strieder an der Bildungsakademie Singen realisiert.

## Ausstellungen
Das Kunstmuseum Singen bietet regelmäßig Einblicke in die eigene Sammlung sowie bis zu fünf Sonderausstellungen jährlich. In zumeist monografisch angelegten Schauen vermittelt das Museum aktuelle Positionen internationaler Künstler in die Euregio Bodensee, gibt neuen, bis dato wenig bekannten künstlerischen Positionen aus der Euregio Bodensee eine Plattform oder erforscht die eigenen Sammlungsbestände und Sammlungsschwerpunkte. Nicht zuletzt bietet das Kunstmuseum dem Kunstverein Singen Raum für seine bereits seit 2002 stattfindende Ausstellungsreihe „SingenKunst“.
- Marcus Schwier: Singen. Ein Stadtportrait, 04. Mai bis 15. September 2024
- Schaut her! Toni Schneiders." 03. Juli bis 18. September 2022
- Otto Dix in Singen. Krieg und Frieden: Das einzig erhaltene Wandbild des Künstlers im Rathaus Singen."  04. Juni bis 11. September 2022 (Sa+So)

- Mark Tobey. Arnold Stadler unterwegs in Marks Welt." 02. April bis 19. Juni 2022
- Die zweite Stimme. Dichterbilder und Bücher von Eckhard Froeschlin." 02. April bis 19. Juni 2022

- „René Acht. Lyrisch - Konkret.“ 10. Oktober 2021 bis 09. Januar 2022

- „Meinrad Schade. Krieg ohne Krieg.“ 03. Oktober 2020 bis 06. Juni 2021

- „30 Jahre. Kunstmuseum Singen.“ 22. März bis 13. September 2020

- „HTWL. Der Twiel im Blick.“ 13. Oktober 2019 bis 09. Februar 2020

- „Exil am Bodensee. Die Künstler der Höri.“ 14. Juli bis 15. September 2019

- „Was ist wahr. Kunstpreis der Erzdiözese Freiburg 2019.“ 27. Januar bis 31. März 2019

- „Objekt. Plastik. Skulptur. 1. Bildhauerei am Bodensee.“ 14. Oktober 2018 bis 06. Januar 2019

- „Walter Becker (1893–1984). Traum und Wirklichkeit. Malerei und Grafik.“ 15. Juli bis 23. September 2018
- „Stand der Dinge. Der Künstlerbund zu Gast in der Städtischen Galerie Bietigheim-Bissingen und im Kunstmuseum Singen.“ 22. Oktober 2017 bis 7. Januar 2018.
- „Jean Paul Schmitz (1899–1970). Ein rheinischer Expressionist am Bodensee. Gemälde, Aquarelle, Zeichnungen, Lithografien.“ 16. Juli 2017 bis 24. September 2017.
- „Die Künstlerfreunde Rolf-Müller Landau und Curth Georg Becker. Farbe und Licht. Gemälde, Aquarelle, Grafiken.“ 23. Juli 2016 bis 25. September 2016.
- „Rund um den Twiel. Die Landschaft des Hegaus in der Kunst.“ 21. November 2015 bis 28. Februar 2016
- „Otto Dix. Anja Niedringhaus. Christoph Bangert. Krieg. Bilder der Gewalt.“ 15. Oktober 2016 bis 4. Dezember 2016.
- „Wieder da! Kunst in neuen Räumen.“ Zur Wiedereröffnung. 13. September 2014 bis 7. Juni 2015.
- „Bert Jäger (1919–1998). Fotografie. Schwarz-Weiß-Fotografie.“ 22. Juli 2012 bis 16. September 2012.
- „Eckart Hahn. Der schwarze Duft der Schönheit. Gemälde und Objekte.“ 25. Mai 2012 bis 8. Juli 2012.
- „Baden-Württemberg 60. 60 Jahre Land Baden-Württemberg. 60 Kunstwerke für Baden-Württemberg.“ 29. Januar 2012 bis 11. März 2012.
- „Moderne am Bodensee. Walter Kaesbach und sein Kreis.“ 27. September 2008 bis 11. Januar 2009.

## Filme
- Das Kunstmuseum Singen[1]
- Die Sammlung in 10 Kunstwerken[2]
- Im Gespräch: René Acht. Lyrisch - Konkret.[3]
- Ilya Kabakov: The Golden Apples[4]
- Lukas Schneeweiss: Weltraum[5]